# Independente Esportes de Rio Verde
Independente Esportes de Rio Verde ou simplesmente Independente de Rio Verde, é um clube brasileiro de futebol, da cidade de Rio Verde, no estado de Goiás. Suas cores são o azul e o branco.

## História
Fundado em 1993 como equipe amadora, o clube é o fruto da paixão de uma família pelo futebol. O clube tem longo histórico de participação nos campeonatos de categorias de base da Federação Goiana de Futebol, sendo inclusive campeão da categoria sub-17. 
O clube, presidido pelo treinador e ex-jogador (com passagem pelo futebol português) Washington Luiz, foi registrado no CNPJ apenas em 2017, conseguiu se profissionalizar em 2021 e disputou pela primeira vez um campeonato profissional de futebol. A equipe foi uma das 12 participantes da edição de 2021 do Goiano Terceira Divisão.

## Estatísticas
|  | Participações em 2022 |

| Competição | Competição | Temporadas | Melhor campanha    | Estreia | Última | P | R |
| Goiás      | 3ª Divisão | 2          | 7º colocado (2021) | 2021    | 2022   | – |   |